# Hiperenlace

Un ejemplo de un hipervínculo con un puntero del ratón sobre él.

Definición gráfica del funcionamiento de un sistema hipertextual

En informática, un hipervínculo o hiperenlace (del inglés: hyperlink), también conocido simplemente como enlace o vínculo (link), es una referencia unidireccional en un documento electrónico que entrelaza diferentes documentos o secciones entre sí. Los usuarios tienen la oportunidad de seguir estos enlaces con tan solo un clic en el texto ancla (texto enlazado) para navegar a los documentos o las secciones correspondientes. Se dice que un usuario que sigue los hiperenlaces navega o recorre el hipertexto (texto con hiperenlaces). Un sistema de software utilizado para ver y crear hipertexto es un sistema de hipertexto, y crear un hiperenlace es hacer un hiperenlace (o simplemente enlazar). 
El documento que contiene un hiperenlace se conoce como su documento fuente. Por ejemplo, en una obra de referencia en línea como Wikipedia o Bing. Muchas palabras y términos del texto están enlazados a las definiciones de esos términos. Los hiperenlaces se utilizan a menudo para implementar mecanismos de referencia como tablas de contenido, notas a pie de página, bibliografías, índices, cartas y glosarios.
En algunos hipertextos, los hiperenlaces pueden ser bidireccionales: pueden seguirse en dos direcciones, por lo que ambos extremos actúan como anclas y objetivos. Existen disposiciones más complejas, como los enlaces de muchos a muchos.
El efecto de seguir un hiperenlace puede variar con el sistema de hipertexto y a veces puede depender del propio enlace. Por ejemplo, en la World Wide Web, la mayoría de los hiperenlaces hacen que el documento de destino sustituya al documento mostrado, pero algunos están marcados para hacer que el documento de destino se abra en una nueva ventana (o en una nueva pestaña). Otra posibilidad es la transclusión, en la que el objetivo del enlace es un fragmento del documento que sustituye al ancla del enlace dentro del documento de origen. No sólo las personas que navegan por el documento siguen los hipervínculos. Estos hipervínculos también pueden ser seguidos automáticamente por programas. Un indexador web o crawler es un programa que recorre el hipertexto, siguiendo cada hiperenlace y recogiendo todos los documentos recuperados.

## Partes del hiperenlace
Un enlace cuenta con dos extremos, denominados anclas (nautilus), y una dirección.         
El enlace comienza en el ancla origen y apunta al ancla destino. Sin embargo, el término "enlace" a menudo se utiliza para el ancla origen, mientras que al ancla destino se denomina enlace de destino (link target).
El enlace de destino más utilizado es la World Wide Web. Puede invocar a un documento, por ejemplo, una página web, a otro recurso, o a una posición determinada en una página web. Este último se consigue asignando a un elemento HTML el atributo "name" o "id" en esa posición del documento HTML. El URL de la posición es el url de la página con "#atributo name" añadido.
Cuando los enlaces de destino invocan, además de texto, elementos multimedia (audio, video, imágenes, etc. ), puede decirse que estamos navegando en un espacio hipermedia, un ámbito de interacción humana que intensifica la densidad de los mensajes, dentro de la gama exhaustiva de supuestos funcionales que aporta la Red, como, por ejemplo: comunicación en tiempo real y en tiempo diferido, comunicación de una persona a una persona, de varias a una, de una a varias, de varias a varias, etc.

### Comportamiento de los enlaces en los navegadores web
Un navegador web normalmente muestra un hiperenlace de alguna forma distintiva, por ejemplo, en un color, letra o estilo diferente. El comportamiento y estilo de los enlaces se puede especificar utilizando lenguaje CSS.
El puntero del ratón también puede cambiar a forma de mano para indicar el enlace. En muchos navegadores, los enlaces se muestran en texto azul subrayado cuando no han sido visitados, y en texto púrpura subrayado cuando han sido visitados. Cuando el usuario activa el enlace (por ejemplo, pinchando sobre él con el ratón) el navegador mostrará el destino del enlace. Si el destino no es un archivo HTML, dependiendo del tipo de archivo y del navegador y sus plugins, se puede activar otro programa para abrir el archivo.
El código HTML contiene todas las características principales de un enlace:
- link target (URL) (destino) o (ubicación)
- link label (etiqueta)
- link title (título)
- link class or link id (clase)

Utiliza el elemento "a" de HTML con el atributo "href" y opcionalmente otros atributos como “title”, “class”, “style”, “target” o “id”:
```
<
a href="
URL
" title="
título del enlace
" class="
clase del enlace
">
etiqueta del enlace
<
/a>
```

Cuando el puntero se sitúa sobre un enlace, dependiendo del navegador, se muestra un texto informativo acerca del enlace:
- Un texto emergente, que desaparece cuando el puntero se vuelve mover (a veces desaparece igualmente pasados unos segundos). Internet Explorer y Mozilla Firefox muestran el título, Opera muestra también el URL.
- Además, el URL puede ser mostrado en la barra de estado.

## Un enlace cuenta con dos extremos
El término «enlace» a menudo se utiliza para el ancla origen, mientras que al ancla destino se denomina enlace de destino (link target). El enlace de destino más común es un URL, utilizado en la World Wide Web. Puede invocar a un documento, por ejemplo, una página web, a otro recurso, o a una posición determinada en una página web. Este último se consigue asignando a un elemento HTML el atributo "name" o "id" en esa posición del documento HTML. El URL de la posición es el URL de la página con "atributo name" añadido.
Cuando los enlaces de destino invocan, además de texto, elementos multimedia (audio, video, imágenes, etc.), puede decirse que estamos navegando en un espacio hipermedia, un ámbito de interacción humana que intensifica la densidad de los mensajes, dentro de la gama exhaustiva de supuestos funcionales que aporta la internet, como, por ejemplo: comunicación en tiempo real y en tiempo diferido, comunicación de una persona a una persona, de varias a una, de una a varias, de varias a varias, etc.

## Tipos de hiperenlaces
- Hipervínculo de texto: Este hipervínculo de texto es un enlace que se encuentra asociado a un texto, de forma que al hacer clic sobre ese texto se carga la página donde indique el hipervínculo.
- Hipervínculo de imagen: Un hipervínculo de imagen es un enlace que se encuentra asociado a una imagen, de forma que si se hace clic sobre esa imagen se carga la página que indique el hipervínculo.
- Hipervínculo local o interno: Un hipervínculo local o interno es un vínculo a una página que se encuentra en el mismo sitio web (sitio local).
- Hipervínculo externo: Un hipervínculo externo es un vínculo a otro sitio web en Internet (sitio externo). Es un vínculo a cualquier otro lugar fuera del sitio actual.
- Hipervínculo a una dirección de correo electrónico: Un hipervínculo a una dirección de correo electrónico es un vínculo que contiene una dirección de correo. Al pulsar en él, automáticamente se abre el programa de correo que tenga el usuario instalado para poder escribir a esa dirección de correo.
- Hipervínculo a un número de teléfono: Un hipervínculo a un número de teléfono permite que aparezca al usuario el cuadro de diálogo para iniciar una llamada. Especialmente útil cuando se visualiza la página desde un dispositivo móvil.